# Trypeticus latirostrum
Trypeticus latirostrum är en skalbaggsart som beskrevs av Kanaar 2003. Trypeticus latirostrum ingår i släktet Trypeticus och familjen stumpbaggar. Inga underarter finns listade i Catalogue of Life.